# 遣らずの雨 (アルバム)
『遣らずの雨』（やらずのあめ）は、日本の声優・シンガーソングライターである楠木ともりの4枚目のEPで、2022年6月1日にSACRA MUSICから発売された。

## 概要
前作のEPである『narrow』以来、約7か月を経てリリースで、前作に引き続き全曲すべての作詞を楠木自身が手掛けている。
本作のテーマは「雨」を意識したものとなっている。スタッフの方に梅雨にリリースされるということで“雨”がいいのではないかと提案され、このテーマなら色んなタイプの表現ができると思って決めたという。

## 音楽性

### 遣らずの雨
この楽曲について楠木は「今回の歌詞、重たい印象になったと自分でも思います。」と話し、「苦しんでいる人に寄り添おうとする人の苦しみ。苦しんでいる人に寄り添うには、その人の苦しみを理解しないといけない。でも、極限まで理解すると寄り添っている側もどんどん苦しくなってしまう。そのストーリーを考えながら歌詞を書いていきました」と語っている。
楽曲のタイトルである「遣らずの雨」という言葉を楠木が調べた際、真っ先に思い浮かんだのが自ら命を断とうとする人を引き止める苦しみだったとの事で、「かえる」という言葉からは一般的に「帰る」という漢字を連想し、別れを想像するところを楠木の中では2Aメロで出てくる「還る」とし、「輪廻転生に近い考え方をしていて、ゼロから始まってゼロに返っていくみたいな部分から「還る」や「別れ」に「死」をイメージして、そこからストーリーを膨らませて書いていって。悲痛な叫びや苦しみだけでなく、温かさや優しさもあり、その中で必死にもがいているような歌詞になったのではないかなと思います」と語っている。

### 山荷葉
楠木はEPのテーマを雨にする前から構想を描いていた楽曲だと語っており、当時は山荷葉という花について書こうというより、和な雰囲気の曲にしたいという方向性だけ考えており、この曲の構想がなければ雨をテーマにEPを作ろうとは思わなかったと話している
また、編曲は構想の時点で「sketchbook」でも編曲を担当したarabesque Chocheにお願いするしかなかったと語っており、その際に楠木が山荷葉から思い描いた風景の話も伝えたと話し、参考の写真も送っている。

### もうひとくち
この楽曲は1stEPの「眺めの空」にでてきた男女二人を、女の子の目線から描いたと楠木は話しており。「「眺めの空」は女の子に振り回されている男の子を描いたんですが、今回は逆の視点で、振り回しながらも実は影でドキドキしたり悩んだりしている女の子から見える景色を描きました。いじらしくて可愛らしい歌詞になったと思います。」、「その様子を文字に起こしていくと、歌詞の中の登場人物たちが脳内でいろいろ動いてくれたので、すごく書きやすかったです。」とも語っている。
作曲はササノマリイが担当しているが、元々は楠木が行う予定であった。しかし、「いつもみたいに上手くいかなくて。リズミカルで、歌詞とリズムが同期していて、明るすぎないんだけどちょっとかわいらしい感じ……という設計図まではできていたんですけど、自分の理想に追いつけるメロが全然できなかったんです。」と語っており、その際にササノマリイの曲を聞いて「もしかしたら（イメージに）合うかも？」と思い作曲をお願いしたところ快諾してくれたという。

### alive
歌詞は今までの楽曲の中でも一番短いが、サビだけというシンプルな構成にすることで、ひと言にかかる重みも大きくなり、無駄なく言葉が伝わりやすい形のすごくいい曲になったと楠木は語っている。
また、歌詞の内容は暗喩で隠してはいるものの、楠木が2021年12月に行ったワンマンライブ「Reunion of Sparks」でみた景色のことを書いたという。
タイトルは「alive」ではあるが「a live」と見て取れるようにもしていると語っている。

## 収録曲
| 全作詞: 楠木ともり。 |                                |            |                      |                            |      |
| #                    | タイトル                       | 作詞       | 作曲                 | 編曲                       | 時間 |
| 1.                   | 「遣らずの雨」                 | 楠木ともり | 楠木ともり           | ラムシーニ                 | 4:10 |
| 2.                   | 「山荷葉」                     | 楠木ともり | 楠木ともり           | arabesque Choche(Chouchou) | 5:01 |
| 3.                   | 「もうひとくち」               | 楠木ともり | ササノマリイ         | ササノマリイ               | 4:00 |
| 4.                   | 「alive」                      | 楠木ともり | 楠木ともり、近藤真之 | 近藤真之                   | 3:21 |
| 5.                   | 「遣らずの雨」(Instrumental)   | 楠木ともり |                      |                            | 4:10 |
| 6.                   | 「山荷葉」(Instrumental)       | 楠木ともり |                      |                            | 5:01 |
| 7.                   | 「もうひとくち」(Instrumental) | 楠木ともり |                      |                            | 4:00 |
| 8.                   | 「alive」(Instrumental)        | 楠木ともり |                      |                            | 3:18 |
| 合計時間:            | 合計時間:                      | 合計時間:  | 合計時間:            | 33:01                      |      |

| #   | タイトル                                                                                 | 作詞 | 作曲・編曲 |
| --- | ---------------------------------------------------------------------------------------- | ---- | ---------- |
| 1.  | 「遣らずの雨」(Music Video)                                                              |      |            |
| 2.  | 「山荷葉」(Lyric Video)                                                                  |      |            |
| 3.  | 「もうひとくち」(Lyric Video)                                                            |      |            |
| 4.  | 「alive」(Lyric Video)                                                                   |      |            |
| 5.  | 「アカトキ」(Kusunoki Tomori Birthday Live 2021 「Reunion of Sparks」)                   |      |            |
| 6.  | 「ハミダシモノ」(Kusunoki Tomori Birthday Live 2021 「Reunion of Sparks」)               |      |            |
| 7.  | 「眺めの空」(Kusunoki Tomori Birthday Live 2021 「Reunion of Sparks」)                   |      |            |
| 8.  | 「よりみち」(Kusunoki Tomori Birthday Live 2021 「Reunion of Sparks」)                   |      |            |
| 9.  | 「sketchbook」(Kusunoki Tomori Birthday Live 2021 「Reunion of Sparks」)                 |      |            |
| 10. | 「未来(cover)」(Kusunoki Tomori Birthday Live 2021 「Reunion of Sparks」)                |      |            |
| 11. | 「くちなしの言葉(cover)」(Kusunoki Tomori Birthday Live 2021 「Reunion of Sparks」)      |      |            |
| 12. | 「Forced Shutdown」(Kusunoki Tomori Birthday Live 2021 「Reunion of Sparks」)            |      |            |
| 13. | 「ロマンロン」(Kusunoki Tomori Birthday Live 2021 「Reunion of Sparks」)                 |      |            |
| 14. | 「熾火」(Kusunoki Tomori Birthday Live 2021 「Reunion of Sparks」)                       |      |            |
| 15. | 「バニラ」(Kusunoki Tomori Birthday Live 2021 「Reunion of Sparks」)                     |      |            |
| 16. | 「narrow」(Kusunoki Tomori Birthday Live 2021 「Reunion of Sparks」)                     |      |            |
| 17. | 「タルヒ」(Kusunoki Tomori Birthday Live 2021 「Reunion of Sparks」)                     |      |            |
| 18. | 「僕の見る世界、君の見る世界」(Kusunoki Tomori Birthday Live 2021 「Reunion of Sparks」) |      |            |

## 参加ミュージシャン
| 遣らずの雨 - Piano：ラムシーニ - Guitar：西谷晋 - Bass：池尻晴乃介 - Drams：齋藤琢馬 山荷葉 - All other instruments：arabesque Choche(Chouchou) | もうひとくち - Sound Produced：ササノマリイ alive |

## リリース日一覧
| 地域 | リリース日   | レーベル    | 規格                   | 規格品番    | 形態                                                                  |
| ---- | ------------ | ----------- | ---------------------- | ----------- | --------------------------------------------------------------------- |
| 日本 | 2022年6月1日 | SACRA MUSIC | CD+Blu-ray             | VVCL-2046/7 | 初回限定盤A                                                           |
| 日本 | 2022年6月1日 | SACRA MUSIC | CD+DVD                 | VVCL-2048/9 | 初回限定盤B                                                           |
| 日本 | 2022年6月1日 | SACRA MUSIC | CD+フォトブック        | VVCL-2050/1 | 初回生産限定盤C/フォトブック盤 三方背ケース仕様、別冊フォトブック付。 |
| 日本 | 2022年6月1日 | SACRA MUSIC | CD                     | VVCL-2052   | 通常盤                                                                |
| 日本 | 2022年6月1日 | SACRA MUSIC | デジタル・ダウンロード |             |                                                                       |

## チャート
| チャート                                | 最高 順位 | 出典   |
| --------------------------------------- | --------- | ------ |
| 日本・オリコン 週間CDアルバムランキング | 6         | [ 1 ]  |
| Billboard Japan Hot Albums              | 10        | [ 2 ]  |
| Billboard Japan Top Albums Sales        | 6         | [ 12 ] |